# Synelmis gracilis
Synelmis gracilis är en ringmaskart som först beskrevs av Hessle 1925.  Synelmis gracilis ingår i släktet Synelmis och familjen Pilargidae. Inga underarter finns listade i Catalogue of Life.